# Brin (ime)
Brin je moško osebno ime.

## Izvor imena
Ime Brin je lahko različica ženskih osebnih imen Brina oziroma Sabrina.

## Pogostost imena
Po podatkih Statističnega urada Republike Slovenije je bilo na dan 31. decembra 2007 v Sloveniji približno 100 moških oseb z imenom Brin, največ v Osrednje-slovenski regiji.

## Osebni praznik
Svetnik imena Brin je škof Brinolf, ki goduje 06.februarja.